# 루이지 갈레아니
루이지 갈레아니(Luigi Galleani, 1861년 8월 12일 - 1931년 11월 4일)는 1901년에서 1919년 사이에 미국에서 활동한 이탈리아 아나키스트이며, 역사가들에 의해 반란적 아나키스트로 분류된다. 그는 행위의 프로파간다(propaganda of the deed)의 가장 열렬한 지지자였다. 이는 현존 정부기관을 전복하기 위해 촉매제가 될수 있도록 폭군과 압제자에 대한 폭력의 사용을 의미한다. 1914년에서 1932년 사이 미국에서 갈레아니스트라 불리는 그의 추종자들은 계급의 적이라고 간주되는 기관과 고위 인물에 대한 암살과 연쇄 폭탄 공격을 감행했다. 갈레아니가 1919년 6월 미국에서 추방된 뒤, 그의 추종자들은 월스트리트 폭파 사건을 일으켜 38여명의 사상자가 발생했다.

## 젊은 시절과 경력
루이지 갈레아니는 이탈리아 베르첼리에서 태어났다. 갈레아니는 청년기에 이탈리아 북부 토리노 대학교에서 법학을 공부하는 동안 아나키스트가 되었다. 그는 이미 아나키즘과 그 이상에 대한 강한 지지를 표하기 시작했고 학위를 마치기 전에 대학을 떠난다. 토리노 경찰에 의해 수배 당했기 때문에 1880년 프랑스로 도망간다.
갈레아니는 이후 거의 20년간을 프랑스에서 생활한다. 그는 가끔 스위스에서 시간을 보내기도 했으며 그곳에서 엘리제 르클뤼(Élisée Reclus)라는 아나키스트와 친교를 맺었다. 그의 걸작인 “La Nouvelle Géographie universelle”를 돕는것 외에도, 르클뤼와 함께 1887년 제네바 대학의 학생 시위를 조직하기도 했다. 이는 시카고 헤이마켓의 순교자들의 영예를 기리기 위해 조직된 시위였다. 이 사건으로 그는 체포된 뒤에 스위스에서 추방된다. 이후 프랑스로 돌아왔지만, 여기서도 몇년뒤에 추방된다.
이후 이탈리아로 돌아왔지만 몇년 뒤에 체포 되었고, 음모죄로 유죄를 선고 받아 감옥에서 5년간 복역했다. 감옥에서 5년을 보낸 뒤인 1894년 시칠리의 판텔레리아로 유형을 가게 된다. 판텔레리아서의 살바토레라는 5살의 소년을 이미 가지고 있던 마리아라는 여성을 만나게 되어 결혼한다. 루이지와 마리아는 이후 결과적으로 그들의 아이 4명을 더가진다.
판텔레리아에서 1900년에 탈출한 뒤에, 갈레아니는 이집트로 향했다. 그곳에는 커다란 이탈리아 추방자들의 공동체가 형성되어 있었고, 그는 동료 아나키스트들과 그곳에서 몇달간을 지내게 된다. 이집트 당국에 의해 이탈리아로 인도될 위기에 처하자 갈레아니니는 배를 통해 런던으로 향했다. 그곳에서 1901년 미국으로 이민을 가게 된다.

## 미국에서의 생활
40세의 나이로 미국에 도착하자마자 그는 곧 카리스마 있는 웅변가로서 급진적 아나키스트 서클의 관심을 받게 된다. 그는 노동계급을 억압하는 자본자주의자들을 타도하기 위한 폭력의 사용의 필요성을 부르짖었다. 그는 뉴져지주의 패터슨에 정착했고 당시 미국에서 가장 중요한 이탈리아 아나키스트 출판물이었던 La Questione Sociale의 편집자가 되었다. 그는 폭력적인 직접행동을 통해 정치철학을 보급할 것을 주장했으며, 자신을 정부의 파괴를 위해 헌신하는 파괴적이고 혁명적인 선전가로 묘사하는데 자부심을 가지고 있었다. 모든 면을 종합해 봤을때, 갈레아니는 그의 혁명적인 폭력의 원칙을 호소하는데 매우 재능있는 연설가였다. 갈레아니의 폭탄제조가 마리오 부다(Mario Buda)의 형제였던 카를로 부다(Carlo Buda)가 그에게 다음과 같이 말했던 적이 있다. “너 갈레아니가 하는 말 들었잖아. 그럼 네가 처음 마주친 경찰을 쏠 준비가 됐다는거야.” 갈레아니는 많은 급진적인 아나키스트들을 끌여 들였고, 이들은 갈레아니스트(Galleanist)라 불리었다. 이중엔 사코와 반제티 같은 아나키스트들도 있었다. 그들이 갈레아니스트였고 아나키스트 신문인 크로나카 소베르시바의 구독자였다는 사실은 이후 사법당국이 그들을 공격하는데 이용된다.
1902년 패터슨의 공장에서 실크 노동자들의 파업이 발생했고, 갈레아니는 미 자본주의 사회를 전복하기 위해 노동자들에게 총파업에 돌입할 것을 촉구했다. 경찰은 노동자들을 향해 발포를 했고 이때 갈레아니는 얼굴에 부상을 입게 되었다. 그는 이후 폭동을 선동한 죄로 기소 되었다. 갈레아니는 캐나다로 도망쳤지만 그곳에서 당국에 의해 체포되었고 미국으로 추방되었다.

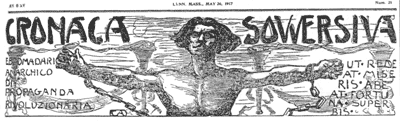
크로나카 소베르시바

갈레아니는 버몬트주 배리의 채석장에서 석공으로 살아가는 이탈리아 공동체에 이끌린다. 그곳의 노동자들은 배리의 사회주의, 아나키스트 공동체의 대부분을 차지했었다. 갈레아니는 지역 아나키스트 회의를 열었고, 겁쟁이 사회주의자들을 비판하며 불과 같이 연설했고, 계속해서 에세이와 논문을 써갔다. 이후 미국에서 행위의 프로파간다의 가장 강력한 지지를 표하는 아나키스트 신문인 크로나카 소베르시바 (Cronaca Sovversiva, 파괴적인 연대기)의 창립자이자 편집자가 되었고, 이것은 배리에서 출판되어 전국으로 배송되었다. 갈레아니는 미정부가 선동금지법(Sedition Act of 1918)을 통해 이를 폐간할때까지 15년동안 아나키스트 신문을 출판했다. 크로나카 소베르시바의 각 호는 일반적으로 8페이지를 넘기지 않았다. 어느 시점에 신문의 가입자는 5000여명에 이르게 되었다. 신문은 여러 급진적인 주제에 대한 견해를 표했고, 이것에는 신의 존재나 자유연애 그리고 현대와 역사적 국가의 폭정에대한 비판, 게다가 지나치게 수동적인 사회주의자에 대한 비판까지 포함되었다. 신문에는 종종 사업가나 “자본가의 스파이”, ‘’파업 방해자”, 그리고 “인민의 적”으로 분류되는 여러 사람들에 대한 주소와 신상정보의 목록이 포함되었다. 갈레아니의 이름으로 출판된 La Fine dell'anarchismo? (The End of Anarchism?) 같은 책들은 “크로나카 소베르시바”의 에세이에서 발췌한 것들이었다.
크로나카 소베르시바에서 갈레아니는 그의 직접행동과 국가에 대한 무장 저항에 대한 이론을 설명했다. 그는 뉴저지주 패터슨의 아나키스트이자 움베르토 1세를 암살하기 위해 이탈리아로 떠난 직접행동의 또 다른 제자인 가에타노 브레시의 행동에 찬사를 보냈다. 갈레아니 사후 출판된 작품인 “Aneliti e Singulti: Medaglioni”은 크로나카 소베르시바에서 발췌한 그의 글의 모음집이었다.
이후 크로나카 소베르시바는 La Salute è in voi! (Health is in You!)라는 25 센트의 소책자에 대한 광고를 게제했고, 여기에는 프롤레타리아 가정을 위한 머스트 해브 아이템이라고 설명되어 있었다. 1905년에 처음 출판된 소책자의 머리말에는 파괴적이고 물리적인 수단을 제시하지 않고 폭력을 옹호한 잘못을 바로잡기 위함이라는 설명이 있었다. Health Is In You!는 명백하게 폭탄 제조 메뉴얼 이었으며, 니트로글리세린 제조를 위한 화학식등이 포함되어 있었고 이는 갈레아니 친구이자 폭발물 전문가였던 에토레 몰리나리(Ettore Molinari) 교수에 의해 편집되었다. 이 메뉴얼은 뉴욕 폭탄처리반에 의해 정확하고 실용적인 것으로 분류되었지만, 갈레아니가 몰리나리의 니트로글리세린 화학식을 옮기는데 오류가 있었기 때문에 조기폭발하는 문제가 있었다. 갈레아니는 크로나카 소베르시바의 1908년 호에 독자들에게 경고와 함께 교정된 텍스트를 제공했다.
1914년에 갈레아니는 Faccia a Faccia col Nemico ("Face to Face with the Enemy")라는 책을 출판했고 여기서 아나키스트 암살자들을 순교자이자 혁명적인 영웅들로 묘사하며 찬양했다. 1917년 갈레아니는 그의 추종자들에게 징병을 피하기 위해 멕시코로 갈것을 촉구했고 다가올 혁명을 기다리라고 말했다.
갈레아니는 비슷하게 전투적인 아나키스트인 에리코 말라테스타와 의견을 주고 받기도 했는데 The Persistent Refusal of Paradise 라는 글에 다음과 같이 언급되었다.
| “ | 말라테스타와 갈레아니가 정기적으로 충돌한 지점 중 하나는 혁명 이후의 무엇이 만들어질지 계획하는 것이 필요한가라는 문제였다. 말라테스타는 중단을 허용해서는 안되기 때문에 아나키스트는 사회생활을 조직하는 방법을 즉시 개발해야 한다고 주장했다. 반면 갈레아니는 아나키스트의 임무는 이 사회의 파괴라고 주장했고, 지배의 논리에서 벗어난 미래 세대가 재건하는 방법을 알게 될 것이라고 생각했다. 이런 다름에도 불과하고 말라테스타는 갈레아니를 니힐리스트라고 부르지 않았다. 그런 비난을 가하는 것은 의미 없는 일이었기 때문이다. 왜냐하면 그들의 차이는 오직 질문의 건설적인 측면에 관한 것이었기 때문이다. 그들은 파괴적인 면에 대해 완전히 동의했다. 이 부분은 많은 해설가들에 의해 생략되지만, 말레테스타 역시 반란주의자였으며 국가를 제거하기 위한 폭력적인 반란의 지지자였다. | ” |

## 추방
갈레아니스트에 의해 시작된 연쇄 폭탄 공격이 있은지 3주 뒤에 미정부는 1919년 6월 갈레아니와 그의 추종자 8명을 이탈리아로 추방했다. 하지만 이는 그 사건 때문이 아니라 당국이 그를 정부에 대한 폭력적인 봉기를 호소하는 외국인으로 분류했기 때문이었다. 이탈리아에서도 갈레아니는 크로나카 소베르시바를 출판한다.
1922년 무솔리니가 권력을 장악한 뒤에, 선동 혐의로 기소되어 징역 14개월을 선고 받았다. 그는 1926년에 다시 체포 되었고, 다시 판텔레리아 섬으로 유배 되었고 그 다음 리파리 섬(Lipari)
) 그후 메시나에 보내진다. 이후 이탈리아 본토로 올수 있었고 카프리욜라(Caprigliola )에서 경찰의 감시를 받으며 살게된다. 갈레아니는 1931년 11월 4일, 70세의 나이로 심장마비로 사망한다.

## 계급 전쟁
갈레아니를 추종하는 반란적 아나키스트들이 벌인 일련의 연쇄 폭탄공격의 현장에서 다음과 같은 글이 발견되기도 했다.
| “ | 권력은 이곳 미국에서 세계로 퍼져 나가는 혁명의 확산을 저지하려는 자신의 의지를 비밀로 하지 않는다. 그러니 권력은 그들이 자극한 싸움을 받아들여라. 사회 문제의 해결책이 더 이상 지연될 수 없는 시간이 왔을 때 계급 전쟁은 국제 프롤레타리아의 완전한 승리를 이륙하지 않고서는 끝나지 않을 것이다. 이 도전장은 오래된 것이다... 그대 독재 공화국의 “민주적” 군주들이여. 우리가 해방을 꿈꿀 때, 우리가 자유를 말할 때, 우리가 더 나은 세계를 열망했을 때, 그대는 우리를 가두고, 구타하고, 추방하고, 살해해왔다… 그대가 할 수 있을 때마다! 이제 너의 지갑을 채우고 너의 성자의 받침대를 세우기 위한 전쟁이 끝났으니, 너의 도둑질로 축적한 부와 사악한 명성을 지키기 위한 가장 좋은 방법은, 너의 특권을 지키기 위해 만들어진 살인 기관으로 노동자들이 더 나은 삶을 추구하려는 것을 탄압하는 것 외에는 없을 것이다. 너에게 항의하는 모든 목소리를 매장하기 위해 지어진 감옥은 이제 쇠약해져 가는 의식 있는 노동자들로 채워 지건만, 너는 만족하지 못하여 매일 그 수를 늘리고 있다. 너의 총잡이들이 무장하지 않은 대중을 마구잡이로 총격을 가한 건 어제의 역사이지만, 너의 통치에서 이것은 매일의 역사가 되었으며 이제 모든 전망이 더욱 나빠졌다. 우리가 앉아서 울기만 할 거라고 기대하지 마라. 우린 너의 도전을 받아들이고 전쟁의 의무를 수행할 것이다. 우린 네가 하는 모든 일이 계급으로서 자신을 보호하는 것임을 알고 있으며, 프롤레타리아도 동일한 권리가 있음을 알고 있다. 네가 노동자 언론의 목을 죄고, 그들의 입에 재갈을 물렸으니, 우린 총구의 입과 다이너마이트의 목소리를 통해 그들의 의지를 대변할 것이다. 우리가 계속 숨어있기 때문에 겁쟁이라고 말하지 마라, 이것을 가증스럽다고 하지 마라. 이것은 전쟁, 계급전쟁이다… 그리고 이는 멍청한 총잡이 노예의 뒤에 숨은 네가 너의 법의 어둠으로서 질서라고 부르는 강력한 기관에 의해 먼저 수행되지 않았는가. 너는 자신의 자유를 제외한 모든 것을 용납지 않았지만... 노동자들에게도 자유에 대한 동일한 권리가 있으며, 그들의 권리가 바로 우리의 권리다. 우린 어떠한 대가를 치르더라도 이를 보호할 것이다. 우린 많지 않으며 네가 생각하는 것보다 적을 것이지만, 우린 최후의 순간까지 싸우기로 결의했다. 너의 바스티유에 사람이 묻혀있는 한, 너의 경찰 체계에 고문 받는 노동자가 있는 한 우린 계속 싸울 것이며, 너의 완전한 몰락이 이루어질 때까지… 그리고 노동 대중이 그들에게 속한 모든 것을 얻어낼 때까지 멈추지 않을 것이다. 그것엔 유혈이 있을 것이지만, 우린 피하지 않을 것이다... 그것엔 살인이 있을 것이지만, 그것이 필요하기 때문에 우린 죽일 것이다…. 그것엔 파괴가 있을 것이지만, 우린 너의 폭압적인 기관의 세계를 제거하기 위해 모조리 박살 낼 것이다… 네가 프롤레타리아 혁명을 저지하기 위해 무엇이든 하는 것처럼, 우린 자본가 계급을 타도하기 위해 무엇이든 할 준비가 되어있다. 우리의 상호적 입장은 아주 분명하다. 지금까지 우리가 한 일은 대중의 자유의 친구들이 아직도 살아 있다는 경고다. 싸움은 이제 시작되었을 뿐이다. 그리고 이제 너는 자유를 사랑하는 사람들이 무슨 일을 저지를 수 있는지 보게 될 것이다. 우리가 독일이나 악마에게 보수를 받은 요원이라고 믿으려 애쓰지 마라. 너는 우리가 저속한 시민의식 따윈 없는 강한 결단력을 가진 의식 있는 노동자라는 것을 이미 알고 있지 않은가. 그리고 너의 경찰과 사냥개들이 우리의 핏줄 속에서 약동하는 아나키스트적 싹을 이 땅에서 제거하는데 성공할 거라 기대치 마라. 우린 너와 대면하여 우릴 돌보는 방법을 알고 있다. 그리고 오늘날 우린 증식하고 있으니 너는 우리를 모조리 잡지 못할 것이다. 특권과 부에 홀린 그대여… 이제 포기하고 너의 숙명을 기다려라. 사회혁명 만세! 폭정을 타도하자! | ” |

## 같이 보기
- 반란적 아나키즘

## 참고 문헌
- Avrich, Paul, Sacco and Vanzetti: The Anarchist Background, Princeton University Press (1991)
- Avrich, Paul, Anarchist Voices: An Oral History of Anarchism in America, Princeton University Press (1996)
- Davis, Mike Buda's Wagon: A Brief History Of The Car Bomb, United Kingdom: Verso Press (2007)
- Dell'Arte, Giorgio, La Storia di Mario Buda, Io Donna, January 26, 2002 보관됨 2007-10-27 - 웨이백 머신
- Manning, Lona, "9/16/20: Terrorists Bomb Wall Street", Crime Magazine, January 15, 2006
- McCormick, Charles H., Hopeless Cases: The Hunt for the Red Scare Terrorist Bombers, University Press of America (2005), ISBN 0-7618-3133-9, ISBN 978-0-7618-3133-4